# Liste der denkmalgeschützten Objekte in Mils bei Imst
Die Liste der denkmalgeschützten Objekte in Mils bei Imst enthält die 5 denkmalgeschützten, unbeweglichen Objekte der Tiroler Gemeinde Mils bei Imst.

## Denkmäler
| Foto |                 | Denkmal                                                                                    | Standort                                     | Beschreibung | Metadaten |
| ---- | --------------- | ------------------------------------------------------------------------------------------ | -------------------------------------------- | --- | --- |
| ja   | Datei hochladen | Ehem. Brauhaus „Zur Post“ HERIS-ID: 23629 Objekt-ID: 19985 TKK: 21206                      | Dorfstraße 17 Standort KG: Mils bei Imst     | Der zur Gänze gemauerte zweigeschoßige Einhof ist seit 1543 als Gaststätte belegt und wurde auch als Poststation und Umspannplatz für Pferdefuhrwerke genutzt, 1960 wurde er umgebaut und die Fassade neu gestaltet. Der Wohnteil in der südlichen Gebäudehälfte ist traufseitig von Norden über einen Mittelflur erschlossen. Vom ursprünglichen spätgotischen Bau sind das Rundbogenportal mitabgefastem Steingewände sowie teilweise die Fensteröffnungen mit tiefer Laibung erhalten. An der Fassade finden sich vermutlich aus dem 17. Jahrhundert stammende Reste von Architekturmalerei. Der im Norden anschließende Wirtschaftsteil ist ebenfalls traufseitig über eine breite Rundbogeneinfahrt mit abgefastem Steingewände als Zufahrt zur Quertenne erschlossen. Im Inneren haben sich das Kellergeschoß mit gewölbten Räumen und abgefasten Steinportalen, im Obergeschoß ein Flur mit Stichkappengewölbe, eine Selchkammer mit Tonnengewölbe sowie spätgotische Portalgewände erhalten. Der ehemalige Pferdestall im Wirtschaftsteil weist ein auf mächtigen Steinsäulen ruhendes Gewölbe auf. | BDA-Hist.: Q37877813 Status: Bescheid Stand der BDA-Liste: 2025-06-30 Name: Ehem. Brauhaus, Zur Post GstNr.: .110                                                               |
| ja   | Datei hochladen | Widum HERIS-ID: 55716 Objekt-ID: 64514 TKK: 29275                                          | Dorfstraße 24 Standort KG: Mils bei Imst     | Das Pfarrhaus südöstlich der Kirche wurde 1738 errichtet, mehrmals umgebaut und 1985/1986 neu gestaltet. Der zweigeschoßige Mauerbau mit Schopfwalmdach und giebelseitig erschlossenem Mittelflurgrundriss ist an den Fassaden mit gemalten Faschenrahmungen um die Maueröffnungen und vierpassförmigen Oculi im Giebelfeld gegliedert. | BDA-Hist.: Q38067428 Status: § 2a Stand der BDA-Liste: 2025-06-30 Name: Widum GstNr.: .86                                                                                       |
| ja   | Datei hochladen | Bauernhaus HERIS-ID: 23630 Objekt-ID: 19986 TKK: 21207                                     | Dorfstraße 25 Standort KG: Mils bei Imst     | Das Wohngebäude eines Paarhofes stammt im Kern vom Ende des 15. Jahrhunderts und wurde um 1640 ausgebaut. Das zweigeschoßige, gemauerte, materiell geteiltes Gebäude mit Satteldach ist giebelseitig über einen Mittelflur erschlossen. An der Eingangsfassade befindet sich ein segmentbogig geschlossenes Steinportal mit abgefastem Gewände, darüber ein dreiseitiger Mittelerker. Die rechte Haushälfte kragt im Obergeschoß auf gotischen Konsolen über die Fassadenflucht vor. Die barockisierte Eingangsfassade ist durch eine gemalte Eckquaderang an den Mauerkanten und Fenster mit Hohlkehlen und Putzfaschen gegliedert und weist schwach erkennbare Reste von Fassadenmalereien auf. An der Südwestecke befindet sich ein polygonaler Erker mit gemalter Rautenmusterung. Im Inneren weist der Flur in beiden Geschoßen ein Stichkappengewölbe und eine Lichtnische auf, die Küche und der Keller ein Tonnengewölbe. | BDA-Hist.: Q37877827 Status: Bescheid Stand der BDA-Liste: 2025-06-30 Name: Bauernhaus GstNr.: .144/2                                                                           |
| ja   | Datei hochladen | Kath. Pfarrkirche hl. Sebastian und Friedhof HERIS-ID: 23626 Objekt-ID: 19982 TKK: 21204   | Kirchweg 2, neben Standort KG: Mils bei Imst | Die neugotische Kirche wurde 1853–1857 nach Plänen von Anton Geppert in Nachfolge einer 1451 erwähnten Kapelle und einer Kirche aus dem 18. Jahrhundert errichtet. Der einschiffige Bau mit eingezogenem Chor und Turm mit Giebelspitzhelm ist am Langhaus mit Strebepfeilern und Kaffgesimsen gegliedert. Die Eingangsfassade weist einen Treppengiebel ein Spitzbogenportal und ein zweibahniges Maßwerkfenster auf. Das dreijochige Langhaus wird von einer Spitztonne mit Stichkappen und Rippenauflagen überwölbt und durch einen spitzbogigen Triumphbogen vom fünfseitig geschlossenen Chor getrennt. Die Ausstattung wurde um 1860 von August Schärmer, Franz Hellweger, Caspar Jele und Johann Endfelder geschaffen. Im Chor hängt das ehemalige Altarbild mit einer Darstellung des heiligen Sebastian von Franz Anton Zeiller aus der zweiten Hälfte des 18. Jahrhunderts. | BDA-Hist.: Q19971375 Status: § 2a Stand der BDA-Liste: 2025-06-30 Name: Kath. Pfarrkirche hl. Sebastian und Friedhof GstNr.: .85 Kath. Pfarrkirche hl. Sebastian, Mils bei Imst |
| ja   | Datei hochladen | Feldkapelle zum Heiland im Elend/Wiesenkapelle HERIS-ID: 23628 Objekt-ID: 19984 TKK: 21209 | Standort KG: Mils bei Imst                   | Der gemauerte Kapellenbildstock mit dreiseitigem Chorschluss und Satteldach wurde anstelle eines älteren Vorgängerbaus 1974 neu errichtet. In der rundbogigen Nische befindet sich eine Holzskulptur Unser Herr im Elend aus der Zeit um 1800, darunter als Antependium ein Tafelbild mit einer Fegefeuerdarstellung. | BDA-Hist.: Q37877802 Status: § 2a Stand der BDA-Liste: 2025-06-30 Name: Feldkapelle zum Heiland im Elend/Wiesenkapelle GstNr.: .170                                             |